# Shinyanga (região)
Shinyanga é uma região da Tanzânia. Sua capital é a cidade de Shinyanga.

## Distritos
- Bariadi
- Bukombe
- Kahama
- Kishapu
- Meatu
- Shinyanga Rural
- Shinyanga Urban